# Melodifestivalen 1978
Das Melodifestivalen 1978 war der schwedische Vorentscheid für den Eurovision Song Contest 1978 in Paris (Frankreich). Es war die 18. Ausgabe des von der öffentlich-rechtlichen Rundfunkanstalt Sveriges Radio veranstalteten Wettbewerbs. Björn Skifs gewann den Wettbewerb mit seinem Lied Det blir alltid värre framåt natten.

## Format

### Konzept
Wie in den Vorjahren bewerteten wieder Jurygruppen, mit Personen im Alter von 16 bis 60 Jahren, die Beiträge des Finales. Jede Jurygruppe bestand dabei aus elf Personen. Als Bewertungsgrundlage wurde dafür das seit 1975 beim Eurovision Song Contest bekannte Douze Points-Punkteschema genutzt. Der von einer Jury favorisierte Beitrag erhielt dabei, analog zum internationalen Wettbewerb, 12 Punkte, gefolgt von 10 Punkten für den zweiten und 8 Punkte für den dritten Platz, die von einer Jury auf die Plätze vier bis zehn gewählten Beiträge erhielten absteigend 7 bis einen Punkt. Eine Jury vergab damit insgesamt 58 Punkte.

### Beitragswahl
Nachdem man im Vorjahr mit nur zwei Punkten den letzten Platz beim Eurovision Song Contest belegte, verwarf man das Konzept mit einer offenen Einsendungsmöglichkeit wieder. Man kehrte wieder zum bis einschließlich 1975 genutzten Konzept zurück. So lud Sveriges Radio vorab wieder Komponisten ein, die die Beiträge für die zehn Interpreten schrieben. Von zunächst 47, später insgesamt 60 Komponisten wurden 58 Beiträge verfasst, die wieder einer Auswahljury zur Bewertung vorgelegt wurden, woraus die zehn Finalbeiträge resultierten.

## Teilnehmer

### Zurückkehrende Teilnehmer
| Interpret      | Vorheriges Teilnahmejahr                                                               |
| -------------- | -------------------------------------------------------------------------------------- |
| Björn Skifs    | 1972, 1975                                                                             |
| Göran Fristorp | 1973 (als Teil des Duos Nova), 1974 (ein Beitrag im Duett mit Sylvia Vrethammar), 1975 |
| Kenneth Greuz  | 1977 (im Duett mit Eric Öst)                                                           |
| Tomas Ledin    | 1972, 1977                                                                             |

*Fett-markierte Teilnahmejahre stehen für Sieger des Melodifestivalen.

### Dirigenten
Bei den Beiträgen fungierten verschiedene Personen als Dirigenten. So war bei vier Beiträgen Anders Berglund als Dirigent tätig, in der Startreihenfolge der Beiträge:
- I dag är det vår von Pastellerna
- Miss Decibel von Kikki Danielsson, Lasse Holm & Wizex
- Nattmara von Pugh Rogefeldt
- Lilla stjärna von Jörgen Edman & Polarna

Bei zwei Beiträgen war Anders Henriksson als Dirigent tätig, in der Startreihenfolge der Beiträge:
- Nåt som gör dej glad von Thomas Munck
- Åh, evergreens von Kenneth Greuz

Bei fünf Beiträgen waren andere Dirigenten leitend, in der Startreihenfolge der Beiträge:
- Wlodek Gulgowski beim Beitrag von Tomas Ledin
- Lars Samuelson beim Beitrag von Harlequin
- Rune Öfwerman beim Beitrag von Göran Fristorp
- Bengt Palmers beim Beitrag von Björn Skifs

## Finale

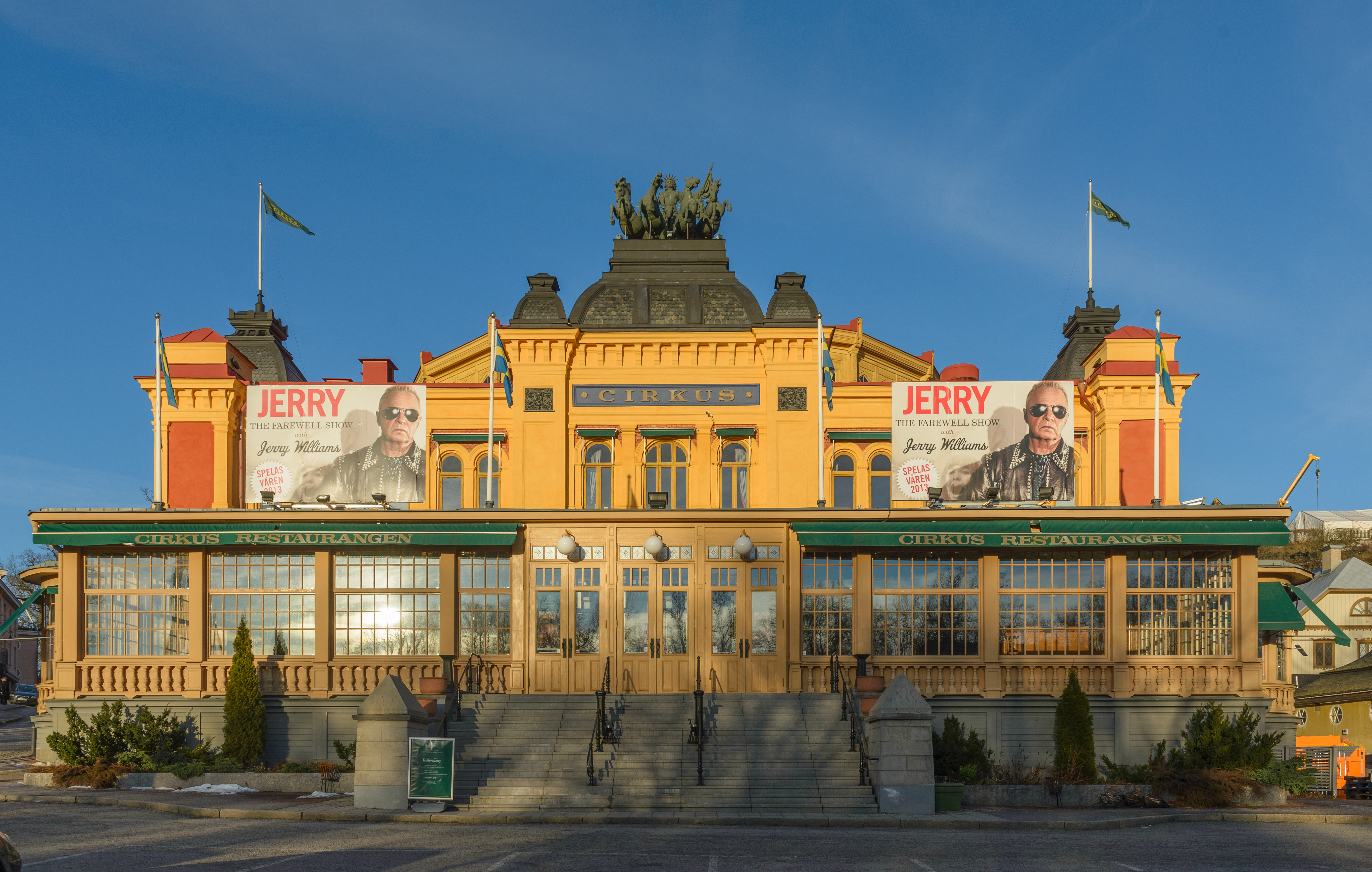
Die Veranstaltungshalle Cirkus, in der 1978 das Finale stattfand, im Januar 2013

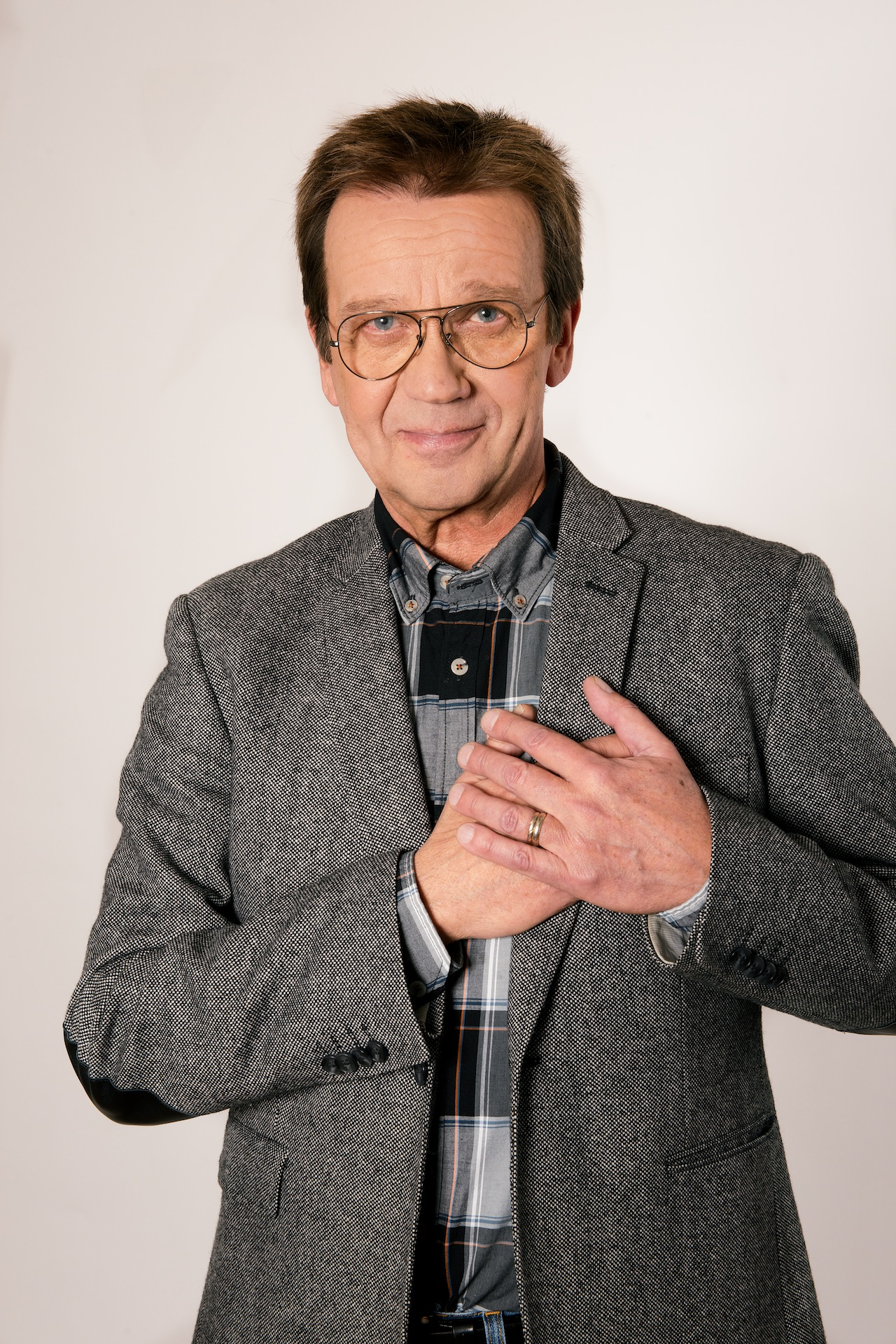
Der Gewinner Björn Skifs im Jahr 2014

Das Finale fand wie im Vorjahr wieder in der Veranstaltungshalle Cirkus in Stockholm statt. Die Ausstrahlung der bereits am Nachmittag des gleichen Tages aufgezeichneten Sendung erfolgte am 11. Februar 1978 ab 20:00 Uhr (MEZ). Auch in diesem Jahr führte Ulf Elfving als Gastgeber durch den Abend.
| Platz | Startnr.    | Interpret                                                   | Lied Musik (M) und Text (T)                                                | Übersetzung (inoffiziell)        | Luleå | Falun | Karlstad | Götebro | Umeå | Örebro | Norrköping | Malmö | Sundsvall | Vaxjö | Stockholm | Gesamt |    |   |                                      |                                                |              |    |    |   |   |    |    |    |    |   |   |    |     |
| --- | ----------- | ----------------------------------------------------------- | -------------------------------------------------------------------------- | -------------------------------- | ----- | ----- | -------- | ------- | ---- | ------ | ---------- | ----- | --------- | ----- | --------- | ------ | -- | - | ------------------------------------ | ---------------------------------------------- | ------------ | -- | -- | - | - | -- | -- | -- | -- | - | - | -- | --- |
| Platz | Startnr.    | Interpret                                                   | Lied Musik (M) und Text (T)                                                | Übersetzung (inoffiziell)        | Luleå | Falun | Karlstad | Götebro | Umeå | Örebro | Norrköping | Malmö | Sundsvall | Vaxjö | Stockholm | Gesamt | 1. | 6 | Kikki Danielsson, Lasse Holm & Wizex | Miss Decibel M: Lasse Holm, T: Gert Lengstrand | Frau Dezibel | 10 | 10 | 4 | 8 | 10 | 12 | 12 | 12 | 5 | 7 | 10 | 100 |
| 10 | Björn Skifs | Det blir alltid värre framåt natten M/T: Peter Himmelstrand | Nachts wird es immer schlimmer                                             | 8                                | 12    | 8     | 12       | 12      | 8    | 7      | 7          | 8     | 10        | 8     | 100       |        | 1. |   |                                      |                                                |              |    |    |   |   |    |    |    |    |   |   |    |     |
| 3. | 5           | Göran Fristorp                                              | Längtan om livet med dig M: Göran Fristorp, T: Lotta Fristorp              | Sehnsucht nach dem Leben mit dir | 4     | 7     | 12       | 7       | 5    | 7      | 8          | 10    | 12        | 8     | 5         | 85     |    |   |                                      |                                                |              |    |    |   |   |    |    |    |    |   |   |    |     |
| 3. | 8           | Pugh Rogefeldt                                              | Nattmara M/T: Pugh Rogefeldt                                               | Albtraum                         | 12    | 6     | 5        | 6       | 2    | 10     | 10         | 3     | 7         | 12    | 12        | 85     |    |   |                                      |                                                |              |    |    |   |   |    |    |    |    |   |   |    |     |
| 5. | 3           | Tomas Ledin                                                 | Mademoiselle M/T: Tomas Ledin                                              | Fräulein                         | 7     | 8     | 10       | 10      | 8    | 5      | 6          | 8     | 10        | 4     | 2         | 78     |    |   |                                      |                                                |              |    |    |   |   |    |    |    |    |   |   |    |     |
| 6. | 1           | Pastellerna                                                 | I dag är det vår M: Peter Wanngren, T: Stig Jonsson                        | Heute ist Frühling               | 5     | 4     | 7        | 3       | 6    | 4      | 4          | 5     | 2         | 6     | 6         | 52     |    |   |                                      |                                                |              |    |    |   |   |    |    |    |    |   |   |    |     |
| 7. | 7           | Kenneth Greuz                                               | Åh, evergreens M: Kenneth Greuz, T: Karin Stigmark                         | Ach, Evergreens                  | 3     | 5     | 3        | 4       | 7    | 6      | 2          | 4     | 6         | 3     | 7         | 50     |    |   |                                      |                                                |              |    |    |   |   |    |    |    |    |   |   |    |     |
| 7. | 4           | Harlequin                                                   | Harlequin M: Jan Askelind, T: Johan Langer                                 | Harlekin                         | 6     | 2     | 6        | 5       | 4    | 3      | 5          | 6     | 3         | 5     | 4         | 49     |    |   |                                      |                                                |              |    |    |   |   |    |    |    |    |   |   |    |     |
| 9. | 9           | Jörgen Edman & Polarna                                      | Lilla stjärna M: Pär Björck, T: Monica Carlsson                            | Kleiner Stern                    | 2     | 3     | 2        | 2       | 3    | 2      | 3          | 2     | 4         | 2     | 3         | 28     |    |   |                                      |                                                |              |    |    |   |   |    |    |    |    |   |   |    |     |
| 10. | 2           | Thomas Munck                                                | Nåt som gör dej glad M: Thomas Munck, Anders Henriksson, T: Karin Stigmark | Etwas, das dich glücklich macht  | 1     | 1     | 1        | 1       | 1    | 1      | 1          | 1     | 1         | 1     | 1         | 11     |    |   |                                      |                                                |              |    |    |   |   |    |    |    |    |   |   |    |     |
| Jury-Punktesprecher |             |                                                             |                                                                            |                                  |       |       |          |         |      |        |            |       |           |       |           |        |    |   |                                      |                                                |              |    |    |   |   |    |    |    |    |   |   |    |     |
| - Luleå – Annalena Hedman - Falun – Staffan Husahr - Karlstad – Ulf Schenkmanis - Göteborg – Rune Rustman - Umeå – Fredrik Burgman - Örebro – Maud Nylin - Norrköping – Larz-Thure Ljungdahl - Malmö – Kjell Andersson - Sundsvall – Maritta Selin - Växjö – Stig Tornehed - Stockholm – Sven Lindahl |             |                                                             |                                                                            |                                  |       |       |          |         |      |        |            |       |           |       |           |        |    |   |                                      |                                                |              |    |    |   |   |    |    |    |    |   |   |    |     |

### Schiedsabstimmung
In der Gesamtwertung führten sowohl der Beitrag von Björn Skifs, als auch der Beitrag von Kikki Danielsson, Lasse Holm & Wizex die Tabelle punktgleich an, ein Vorgang, den es in der Melodifestivalen-Geschichte zuvor bereits 1969 einmal gab. In einem Stechen waren alle Jurymitglieder per Handzeichen gebeten für einen der beiden Beiträge zu stimmen. Dabei entschied die Mehrheit der gegebenen Handzeichen pro Jurygruppe, welcher der beiden Beiträge die Stimme erhielt. Sollte es durch die zehn Jurymitglieder einer Gruppe zu einem Patt kommen, war die Stimme des Juryvorsitzenden ausschlaggebend. Das Stechen gewann der Beitrag von Björn Skifs.
| Platz | Startnr. | Interpret                            | Lied Musik (M) und Text (T)                    | Übersetzung (inoffiziell) | Luleå | Falun | Karlstad | Götebro | Umeå | Örebro | Norrköping | Malmö | Sundsvall | Vaxjö | Stockholm | Gesamt |    |    |             |                                                             |                                |   |   |   |   |   |   |   |   |   |   |   |   |
| ----- | -------- | ------------------------------------ | ---------------------------------------------- | ------------------------- | ----- | ----- | -------- | ------- | ---- | ------ | ---------- | ----- | --------- | ----- | --------- | ------ | -- | -- | ----------- | ----------------------------------------------------------- | ------------------------------ | - | - | - | - | - | - | - | - | - | - | - | - |
| Platz | Startnr. | Interpret                            | Lied Musik (M) und Text (T)                    | Übersetzung (inoffiziell) | Luleå | Falun | Karlstad | Götebro | Umeå | Örebro | Norrköping | Malmö | Sundsvall | Vaxjö | Stockholm | Gesamt | 1. | 10 | Björn Skifs | Det blir alltid värre framåt natten M/T: Peter Himmelstrand | Nachts wird es immer schlimmer | 1 | 1 | 1 | 1 | 1 | – | 1 | – | 1 | 1 | – | 8 |
| 2.    | 6        | Kikki Danielsson, Lasse Holm & Wizex | Miss Decibel M: Lasse Holm, T: Gert Lengstrand | Frau Dezibel              | –     | –     | –        | –       | –    | 1      | –          | 1     | –         | –     | 1         | 3      |    |    |             |                                                             |                                |   |   |   |   |   |   |   |   |   |   |   |   |